# Flagge Iowas

Flagge von Iowa

Die Flagge des US-Bundesstaats Iowa wurde 1921 angenommen.
Sie besteht aus drei vertikalen Streifen (blau, weiß und rot), die Iowas Geschichte als Teil von Neufrankreich verdeutlichen.

Siegel Iowas

Das Bild eines Weißkopfseeadlers ist dem Siegel Iowas entnommen und sitzt zentral auf dem weißen Streifen in der Mitte. Er trägt ein langes blaues Band mit dem Motto des Bundesstaates:

“Our liberties we prize and our rights we will maintain.”

„Wir schätzen unsere Freiheiten und werden unsere Rechte bewahren.“

Direkt darunter befindet sich in roter Schrift das Wort „IOWA“.

## Geschichte
Die Flagge wurde 1921 angenommen, nachdem sie im Mai 1917 vom Iowa State Council for Defense bewilligt worden war. Sie wurde 1917 von Mrs. Dixie Cornell Gebhardt, einer Einwohnerin von Knoxville und Mitglied der Töchter der Amerikanischen Revolution entworfen.